# Gunhild Robertson
Gunhild Martina Robertson, född Gunnarsson 1 april 1885, död 17 juni 1947, var en svensk skådespelare.
Hon var gift med direktör Joel Robertson (1887–1947). Paret är begravda på Skogskyrkogården i Stockholm. De var föräldrar till skådespelaren Gun Robertson (1917–2008).

## Filmografi (urval)
- 1923 – Hälsingar
- 1925 – Bröderna Östermans huskors
- 1929 – Rågens rike
- 1941 – Tänk, om jag gifter mig med prästen